# 成田街道
成田街道（なりたかいどう）は、水戸街道新宿（東京都葛飾区新宿）から分岐して、千葉県船橋市や佐倉市を経由して成田山新勝寺（成田市成田）に至る街道である。別称として「水戸佐倉道」がある。

## 概要

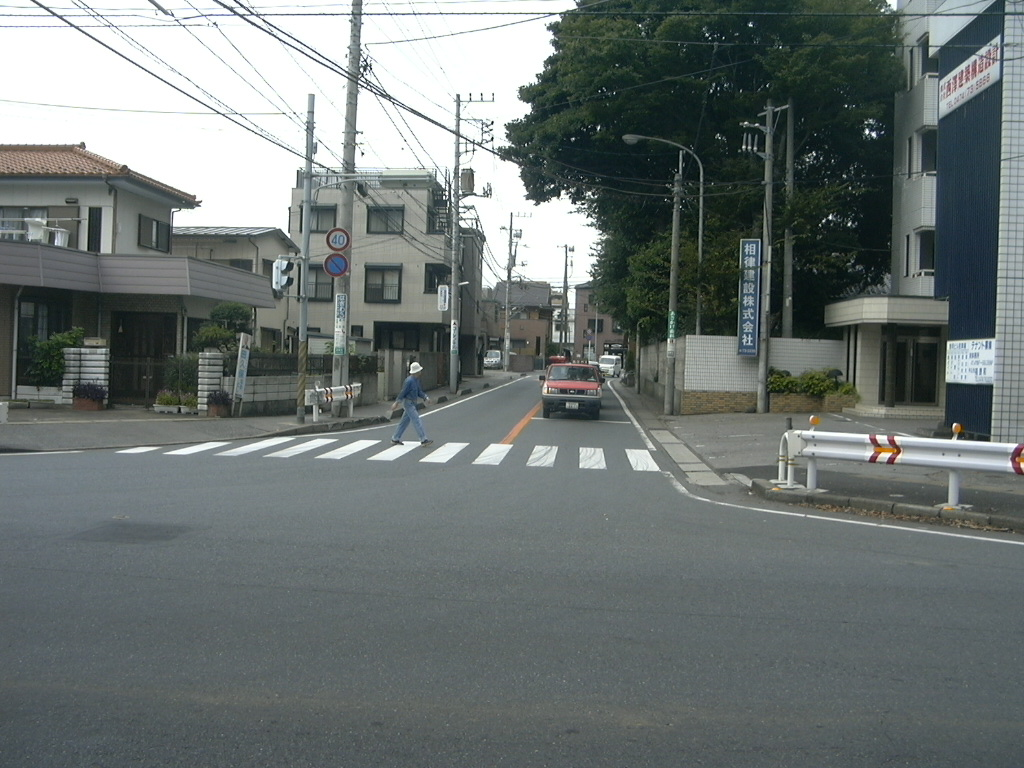
千葉県道路愛称名における成田街道の始点付近（船橋市前原西1丁目「成田街道入口」交差点）

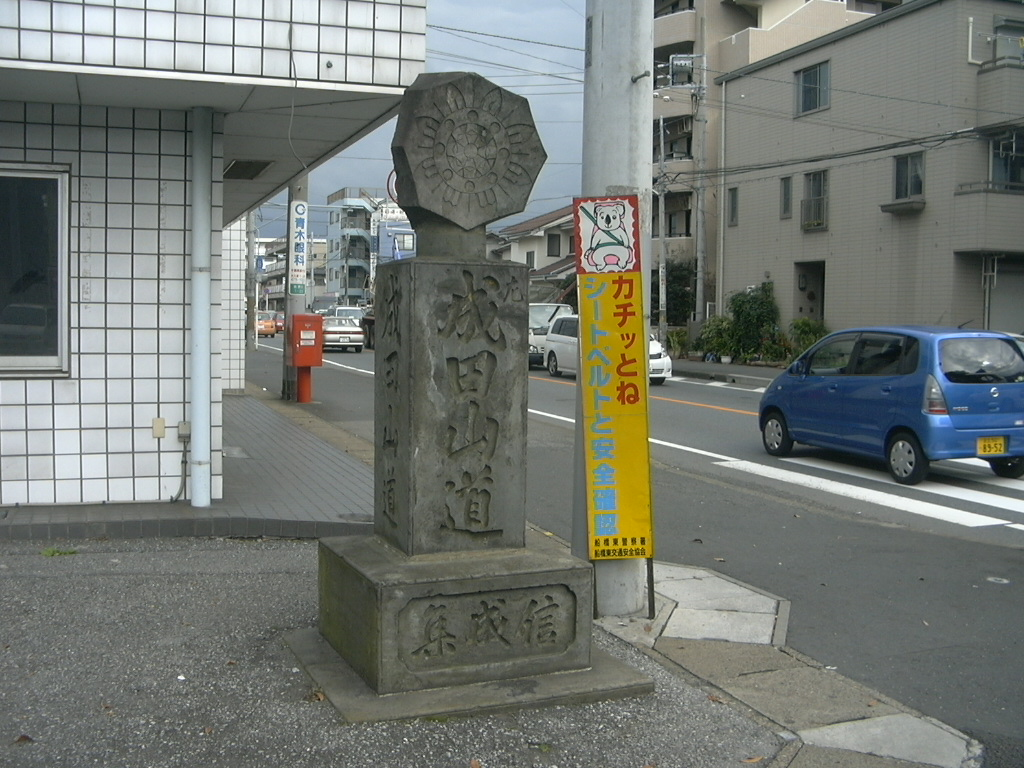
上記の写真の右手にある東金御成街道の分岐点を示す成田街道道標

成田街道（なりたかいどう）は、江戸時代に確立した街道であり、水戸街道の新宿（にいじゅく）から分岐して、舟（船）橋や佐倉藩を経由して成田山新勝寺に至っていた。現在は千葉県道路愛称名により国道296号の船橋市前原西の「中野木交差点」から印旛郡酒々井町本佐倉「酒々井交差点」と、国道51号の酒々井町本佐倉「酒々井交差点」から成田市寺台の「寺台インター」までの区間を指し示す。ただし、この成田街道は江戸時代後期に成田山参詣が盛んになってからの愛称であり、江戸幕府の公式文書では「佐倉街道」（江戸城と譜代の大藩佐倉藩を結ぶ街道の意味）と呼称された。
酒々井宿からは多古宿（現在の香取郡多古町。多古藩が所在）や佐原、八日市場方面へ向かう多古街道が整備されており、成田山新勝寺に向かう道（つまり成田街道）はその支線であった事に注意を必要とする。なお、別称の「水戸佐倉道」は、水戸街道から分岐することから由来する。道中では、江戸川区北小岩3丁目付近で佐倉道、船橋市本町4丁目付近で東金御成街道、同市宮本5丁目で「船橋大神宮下」交差点で房総往還、同市習志野台4丁目付近で実籾街道、印旛郡酒々井町上本佐倉「上本佐倉（県道76号側）」で千葉佐倉道、成田市成田山新勝寺付近で佐原街道と接続している。
このほか、水戸街道我孫子宿から分岐して利根川沿いを通過し、安食で銚子街道と分岐して成田山新勝寺へ向かう道も同名で呼ばれた。現在は国道356号と県道18号成田安食線（松崎街道）の一部になっている。

## 宿場・関所
- 新宿（東京都葛飾区）
- 小岩市川関所（東京都江戸川区）
- 市川宿（千葉県市川市）
- 八幡宿（市川市）
- 船橋宿（船橋市）
- 大和田宿（八千代市）
- 臼井宿（佐倉市）
- 佐倉宿（佐倉市）
- 酒々井宿（酒々井町）
- 寺台宿（成田市）

## 途中の市町村
- 東京都
  - 葛飾区
  - 江戸川区
- 千葉県
  - 市川市
  - 船橋市
  - 八千代市
  - 佐倉市
  - 酒々井町
  - 成田市